# Critèrium Montseny-Guilleries
El Critèrium Montseny-Guilleries fou una prova de ral·li que es disputà anualment entre 1971 i 1984 pels voltants del Massís del Montseny i Les Guilleries. Organitzada pel Reial Automòbil Club de Catalunya, la prova tenia la el centre neuràlgic a Viladrau (Osona) i era puntuable per als Campionats de Catalunya i d'Espanya de Ral·lis. Després de ser un dels esdeveniments més populars i esperats a la seva època, el Critèrium va acabar per desaparèixer el 1985, en fusionar-se amb el Ral·li de Girona.

## Història
Un "Critèrium" és una mena de ral·li que difereix d'un de convencional pel fet que l'itinerari s'estructura en un bucle tancat de carreteres, el qual s'ha de recórrer diverses vegades. Això permet muntar una competició amb pocs trams cronometrats, la qual cosa facilita la feina als organitzadors i permet al públic de veure més vegades els pilots en acció. El 1971, a iniciativa de Miquel Arnau, el RACC i l'Ajuntament de Viladrau, aquesta nova fórmula es va introduir a Catalunya amb el "I Critèrium Guilleries", un experiment molt innovador a l'època que va obtenir un gran èxit i va marcar el món dels ral·lis. Ja des de la primera edició, la prova fou puntuable per al Campionat d'Espanya -llavors anomenat Campionat d'Espanya de conductors de ral·lis. Disputada del 13 al 14 de març, era la quarta cursa del calendari de 1971 i hi van participar 49 pilots, els quals havien de completar un recorregut total de 585,6 km (174,6 de cronometrats), repartits en dotze trams.
La segona edició discorria per un itinerari de 454 km (206 de cronometrats) i hi van competir 62 equips. De cara a la tercera edició, la prova fou rebatejada amb el seu nom definitiu ("Critèrium Montseny-Guilleries") i passà a puntuar per al campionat estatal amb coeficient 5. Hi participaren 75 equips i el recorregut augmentà a 506 km i 13 trams cronometrats. El 1975, el recorregut tornà a augmentar, aquest cop fins als 550 km amb 12 trams cronometrats. La participació també augmentava any rere any: el 1976 hi hagué 96 equips inscrits i el 1977, 128 (110 dels quals van prendre la sortida). Aquell any, la prova va puntuar al campionat estatal amb coeficient 3,5 i el recorregut es reduí fins als 422 km.
El 1979 se'n va disputar un tram de terra als terrenys on s'havia pensat inicialment de construir el Circuit de Catalunya, a Vilobí d'Onyar. L'edició de 1980 fou polèmica a causa dels abandonaments per sortida de pista de nombrosos participants, entre ells els principals favorits, per culpa de la bretolada d'uns espectadors que van tirar terra en un revolt de la carretera. Antoni Zanini va ser dels primers a perdre el control del cotxe en aquell tram, però va poder reconduir la situació i continuà la cursa fins a la victòria final. A les dues darreres edicions de la prova es va mantenir l'alta participació habitual, amb 96 equips el 1983 i 99 el 1984.

## Palmarès
| Any  | Edició                            | Pilot              | Copilot                   | Cotxe                   | Camp. |
| ---- | --------------------------------- | ------------------ | ------------------------- | ----------------------- | ----- |
| 1971 | 1r Critèrium Guilleries           | Jordi Pla          | Luis Jackson              | Alpine-Renault 1600     | Esp   |
| 1972 | 2n Critèrium Guilleries           | Agustí Boix        | Salvador Servià           | SEAT 1430               | Esp   |
| 1973 | 3r Critèrium Montseny-Guilleries  | Joan Aleix         | Lluís Marginet            | Porsche 911 S           | Esp   |
| 1974 | 4t Critèrium Montseny-Guilleries  | Marc Etchebers     | Marie-Christine Etchebers | Porsche 911 Carrera 3.0 | Esp   |
| 1975 | 5è Critèrium Montseny-Guilleries  | Antoni Zanini      | Eduardo Martínez-Adam     | SEAT 1430-1800          | Esp   |
| 1976 | 6è Critèrium Montseny-Guilleries  | Antoni Zanini      | Juan José Petisco         | SEAT 1430-1800          | Esp   |
| 1977 | 7è Critèrium Montseny-Guilleries  | Jorge de Bagration | Manuel de Barbeito        | Lancia Stratos HF       | Esp   |
| 1978 | 8è Critèrium Montseny-Guilleries  | Antoni Zanini      | Juan José Petisco         | Fiat 131 Abarth         | Esp   |
| 1979 | 9è Critèrium Montseny-Guilleries  | Jorge de Bagration | Núria Llopis              | Lancia Stratos HF       | Esp   |
| 1980 | 10è Critèrium Montseny-Guilleries | Antoni Zanini      | Jordi Sabater             | Porsche 911 SC          | Esp   |
| 1981 | 11è Critèrium Montseny-Guilleries | Salvador Servià    | Àlex Brustenga            | Ford Fiesta 1600        | Esp   |
| 1982 | 12è Critèrium Montseny-Guilleries | Antoni Zanini      | Víctor Sabater            | Talbot Sunbeam Lotus    | Esp   |
| 1983 | 13è Critèrium Montseny-Guilleries | Jaume Pons         | Josep Autet               | Renault 5 Turbo         | Esp   |
| 1984 | 14è Critèrium Montseny-Guilleries | Antoni Zanini      | Josep Autet               | Ferrari 308 GTB         | Esp   |